# Natalidae
Natalidae é uma família da ordem Chiroptera. Esta familia possuí três gêneros, com oito espécies. São endêmicos da região Neotropical , ocorrendo desde a  América Central até a América do Sul. São caracterizados por possuírem um tamanho pequeno, uropatágio grande e terem as pernas maiores que o corpo.
No Brasil, ocorre apenas a espécie Natalus stramineus . Embora sua taxonomia tenha sido revista por Tejedor (2006) e o nome associado a espécie passado a ser Natalus espiritosantensis Ruschi, 1950.

## Classificação
- Gênero Chilonatalus Miller, 1898
  - Chilonatalus micropus Dobson, 1880
  - Chilonatalus tumidifrons (Miller, 1903)
- Gênero Natalus Gray, 1838
  - Natalus jamaicensis Goodwin, 1959
  - Natalus lanatus Tejedor, 2005
  - Natalus major Miller, 1902
  - Natalus primus Anthony, 1919
  - Natalus stramineus Gray, 1838
  - Natalus tumidirostris Miller, 1900
- Gênero Nyctiellus Gervais, 1855
  - Nyctiellus lepidus (Gervais, 1837)